# Amara (Sängerin)

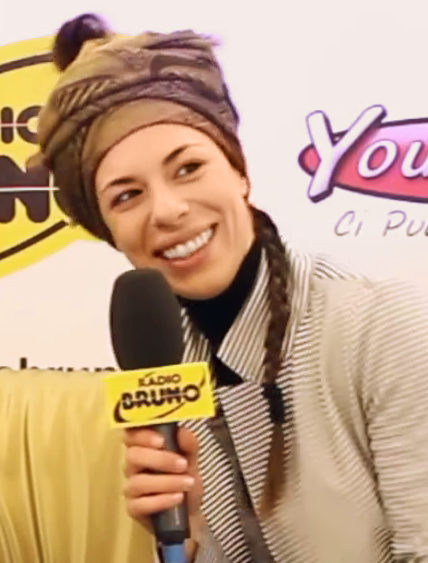
Amara, 2015

Amara (* 14. Juni 1984 als Erika Mineo in Prato) ist eine italienische Cantautrice.

## Werdegang
Die Musikerin begann früh, zu singen und öffentlich aufzutreten. 2005 nahm sie an der Castingshow Amici di Maria De Filippi teil. 2008 und 2009 war sie Finalistin des Wettbewerbs SanremoLab, konnte sich jedoch keinen Startplatz in der Newcomer-Kategorie des Sanremo-Festivals sichern. Im Jahr 2010 gewann sie den Premio Lunezia in der Newcomer-Kategorie und ein Stipendium für die Akademie CET von Mogol. Mit der Single Maledetta me kehrte Amara 2012 zum Premio Lunezia zurück, außerdem wurde das Lied von MTV beworben.
Im Rahmen von Area Sanremo 2014 gelang es ihr endlich, eine Teilnahme am Sanremo-Festival 2015 in der Newcomer-Kategorie zu gewinnen. Dort erreichte sie mit dem Lied Credo den vierten Platz. Im Anschluss veröffentlichte sie ihr erstes Album Donna libera, das mit dem Premio Lunezia ausgezeichnet wurde. 2017 folgte das zweite Album Pace. Den Titelsong daraus präsentierte sie zusammen mit Paolo Vallesi im Finale des Sanremo-Festivals 2017.

## Diskografie
| Jahr | Titel Musiklabel     | Höchstplatzierung, Gesamtwochen, AuszeichnungChartsChartplatzierungen (Jahr, Titel, Musiklabel, Platzierungen, Wochen, Auszeichnungen, Anmerkungen) | Anmerkungen |
| Jahr | Titel Musiklabel     | IT | Anmerkungen |
| ---- | -------------------- | --- | ----------- |
| 2015 | Donna libera Believe | IT20 (3 Wo.)IT |             |
| 2017 | Pace Believe         | IT27 (1 Wo.)IT |             |

## Belege
1. ↑  Biografia di Amara. In: Rockol.it. Abgerufen am 22. Oktober 2022 (italienisch).
2. ↑  Amara. Isola degli Artisti, archiviert vom Original am 8. Januar 2018; abgerufen am 22. Oktober 2022 (italienisch).
3. ↑  Massimiliano Longo: Continua l’anno d'oro di AMARA: "Donna libera" vince il Premio Lunezia Pop d’autore 2015. In: All Music Italia. 13. April 2015, abgerufen am 22. Oktober 2022 (italienisch).
4. ↑  Chiara Tomao: Video di Paolo Vallesi e Amara a Sanremo 2017 con Pace. In: Optimagazine. 12. Februar 2017, abgerufen am 22. Oktober 2022 (italienisch).
5. ↑  Alben von Amara. In: Italiancharts.com. Hung Medien, abgerufen am 22. Oktober 2022.

| Personendaten    | Personendaten              |
| ---------------- | -------------------------- |
| NAME             | Amara                      |
| ALTERNATIVNAMEN  | Mineo, Erika (Geburtsname) |
| KURZBESCHREIBUNG | italienische Cantautrice   |
| GEBURTSDATUM     | 14. Juni 1984              |
| GEBURTSORT       | Prato                      |